# Comuna Danderyd
Danderyd (Danderyds kommun) este o comună din comitatul Stockholms län, Suedia, cu o populație de 32.222 locuitori (2013).

## Geografie

### Zone urbane
Lista celor mai mari zone urbane din comună (anul 2015) conform Biroului Central de Statistică al Suediei:
| Nr | Zona urbană | Pop. |
| -- | ----------- | ---- |
| 1  | Tranholmen  | 384  |

Reședința comunei, orașul Djursholm, este inclus în zona urbană Stockholm.

## Demografie
| \| Evoluția demografică în comuna Danderyd, 1970–2015 \| Evoluția demografică în comuna Danderyd, 1970–2015 \| Evoluția demografică în comuna Danderyd, 1970–2015 \| Evoluția demografică în comuna Danderyd, 1970–2015 \| Evoluția demografică în comuna Danderyd, 1970–2015 \| \| ----------------------------------------------------------------------------------------------------- \| -------------------------------------------------- \| -------------------------------------------------- \| -------------------------------------------------- \| -------------------------------------------------- \| \| An \| \| \| Locuitori \| \| \| 1970 \| 1970 \| \| 27623 \| 27623 \| \| 1975 \| 1975 \| \| 27168 \| 27168 \| \| 1980 \| 1980 \| \| 27842 \| 27842 \| \| 1985 \| 1985 \| \| 28706 \| 28706 \| \| 1990 \| 1990 \| \| 27915 \| 27915 \| \| 1995 \| 1995 \| \| 28684 \| 28684 \| \| 2000 \| 2000 \| \| 29570 \| 29570 \| \| 2005 \| 2005 \| \| 30226 \| 30226 \| \| 2010 \| 2010 \| \| 31330 \| 31330 \| \| 2015 \| 2015 \| \| 32421 \| 32421 \| \| Sursa: SCB - Statistika Centralbyrån, Folkmängd efter region, civilstånd, ålder och kön. År 1968–2016 \| \| \| \| \| |      |  |           |       |
| Evoluția demografică în comuna Danderyd, 1970–2015 |      |  |           |       |
| An |      |  | Locuitori |       |
| 1970 | 1970 |  | 27623     | 27623 |
| 1975 | 1975 |  | 27168     | 27168 |
| 1980 | 1980 |  | 27842     | 27842 |
| 1985 | 1985 |  | 28706     | 28706 |
| 1990 | 1990 |  | 27915     | 27915 |
| 1995 | 1995 |  | 28684     | 28684 |
| 2000 | 2000 |  | 29570     | 29570 |
| 2005 | 2005 |  | 30226     | 30226 |
| 2010 | 2010 |  | 31330     | 31330 |
| 2015 | 2015 |  | 32421     | 32421 |
| Sursa: SCB - Statistika Centralbyrån, Folkmängd efter region, civilstånd, ålder och kön. År 1968–2016 |      |  |           |       |

## Personalități născute aici
- Oskar Klein (1894 - 1977), fizician;
- George Horvath (1960 - 2022), pentatlonist;
- Sofia Kristina Hellqvist (cunoscută ca Prințesa Sofia, n. 1984), soția prințului Carl Philip, Duce de Värmland;
- Ines Marie Lilian Silvia Bernadotte (cunoscută ca Ines a Suediei, n. 2025), prințesă.